# Konrad Mägi
Konrad Vilhelm Mägi ou Konrad Mäe (né le 1er novembre 1878 au domaine d'Hellemurne, près de Tartu – mort le 15 août 1925 à Tartu) est un peintre estonien.

## Biographie
Konrad Mägi est considéré comme l'un des plus grands peintres estoniens, maître du paysage et de la couleur, il fit la synthèse des mouvements artistiques de la fin du XIXe siècle et du début du XXe siècle. Environ 400 œuvres peintes entre 1906 et 1925 nous sont parvenues.
Konrad Mägi reçut sa première éducation artistique dans le cadre des cours de dessin de la Société des artisans allemands de Tartu (1899-1902). Il pratiquait aussi le violon, le théâtre et différents sports. Il poursuivit son éducation artistique à Saint-Pétersbourg (1903-1905) à l'Académie d'art et d'industrie Stieglitz, mais il fut expulsé pour participation à des activités révolutionnaires.
Il vécut alors un temps en Finlande. Durant l'été 1906, il séjourna à Åland avec des amis écrivains et peintres, dont Nikolai Triik, qui le convainquit d'abandonner la sculpture pour se consacrer à la peinture. Il partit pour Paris en 1907 et y retourna en 1910-1912 après deux années passées en Norvège (1908-1910). À Paris, il suivit des cours dans différentes académies privées : l'Académie Colarossi et l'Académie russe, fondée par Marie Vassilieff. Il effectua également un séjour en Normandie. Il fut influencé par l'Impressionnisme et le Fauvisme, ainsi que par Cézanne.
Il rentra ensuite en Estonie et s'installa à Tartu. Il passa les étés 1912 et 1913 sur l'île de Saaremaa, où il peignit plusieurs paysages. En 1916 et 1917, c'est dans le sud de l'Estonie, à Kasaritsa, chez son ami peintre Martin Taevere qu'il passa l'été.
Il participa à la fondation à Tartu de l'association artistique Pallas et devint le premier directeur de l'école d'art Pallas où il enseigna.
Un dernier voyage le conduisit en Italie, via Berlin, d'octobre 1921 à l'automne 1922. Il séjourna notamment à Capri, à Rome et à Venise. De retour à Tartu, il réalisa plusieurs paysages italiens en atelier.
Il mourut en 1925, à l'âge de 46 ans.

## Œuvres

Œuvres de Konrad Mägi
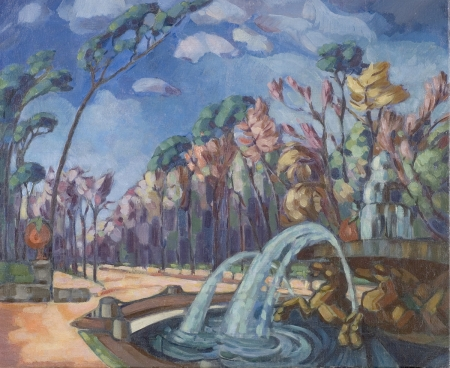
Fontaine dans un parc à Rome.
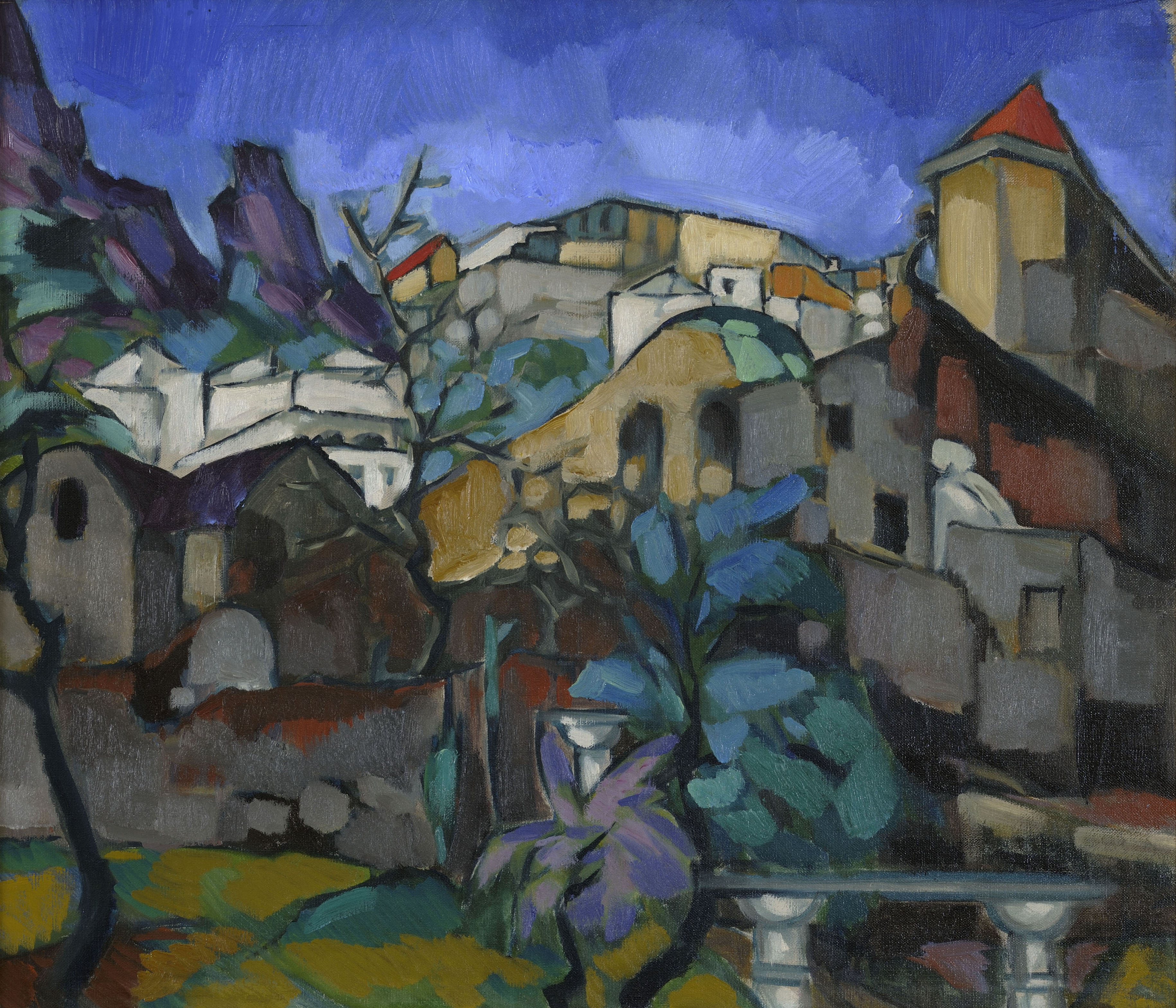
Paysage de Capri (1922-1923).
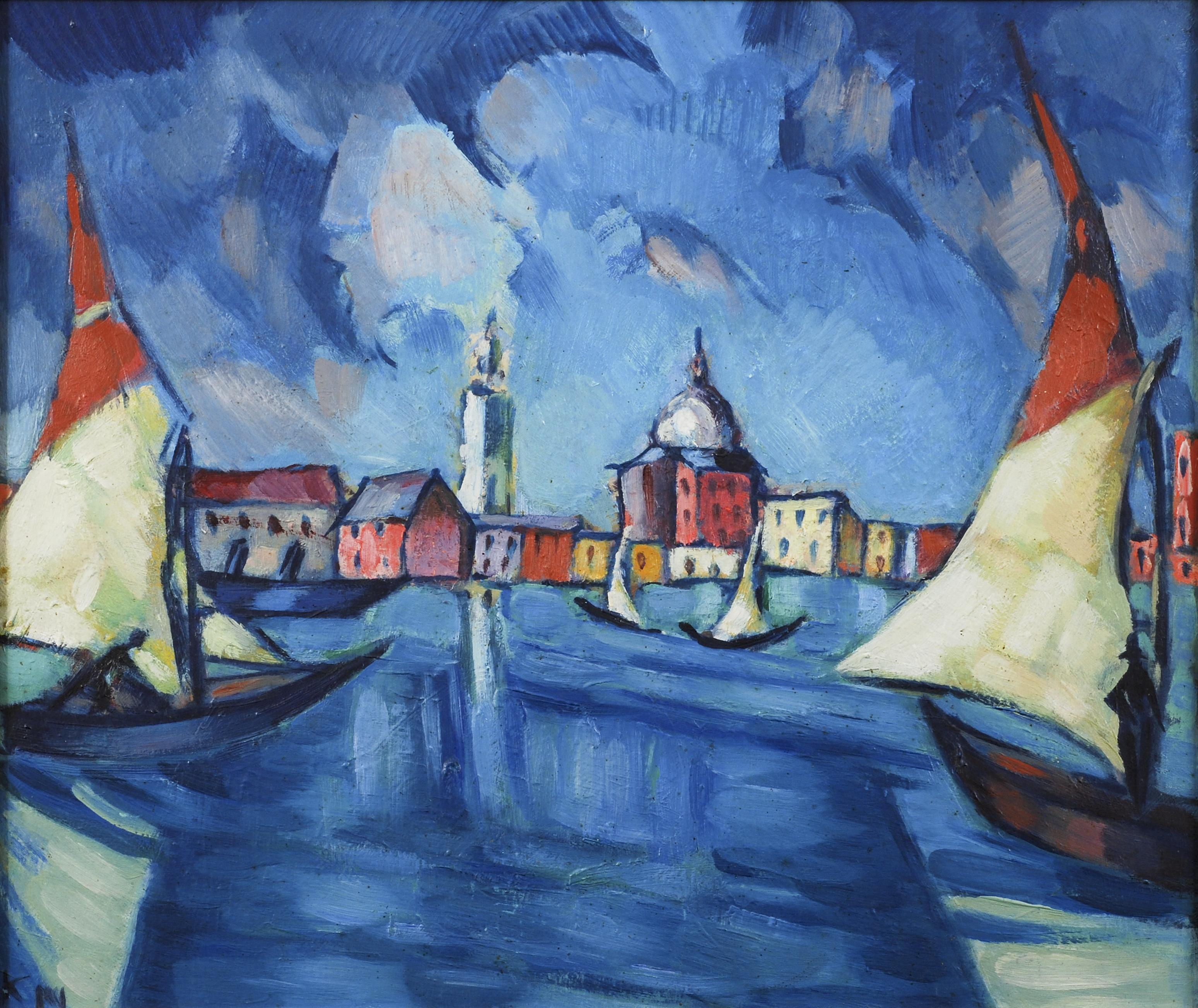
Venise.
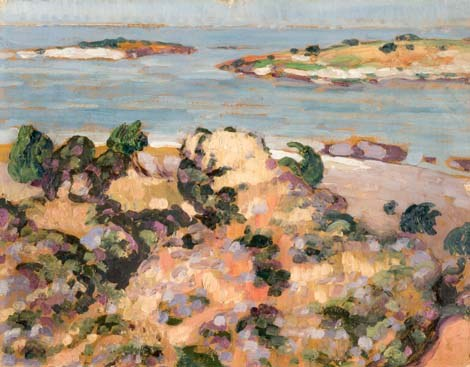
Littoral à Saaremaa.
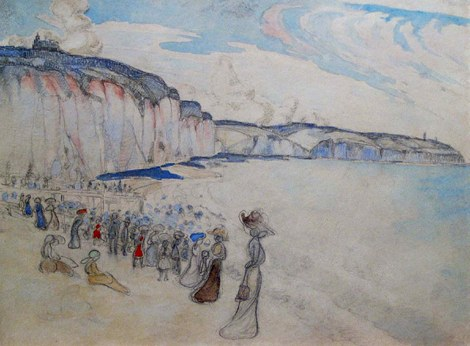
Paysage de Normandie (1911).